# Bathyvermilia islandica
Bathyvermilia islandica är en ringmaskart som beskrevs av Annika Sanfilippo 200. Bathyvermilia islandica ingår i släktet Bathyvermilia och familjen Serpulidae. Inga underarter finns listade i Catalogue of Life.